# Jean-Félix Dutrou de Bornier
Jean-Félix Dutrou de Bornier, né  le 3 novembre 1741 à Montmorillon (département de la Vienne), mort le 22 mars 1816 dans la même ville, est un homme politique de la Révolution française et du Consulat.

## Biographie
Avocat en parlement issu d'une lignée bourgeoise, il acquiert un office de conseiller du roi à la sénéchaussée de Montmorillon en 1783.

### Mandat à la Constituante
En 1789, Jean-Félix Dutrou de Bornier est élu représentant du tiers-état, le troisième sur quatorze, pour la sénéchaussée de Poitou, aux États généraux.
Il siège sur les bancs de la gauche de l'Assemblée nationale constituante. Le 4 mai 1791, il vote en faveur du rattachement du Comtat Venaissin à la France.

### Mandat à la Convention
En septembre 1792, Jean-Félix Dutrou de Bornier, alors accusateur public près le tribunal criminel de Poitiers, est élu député du département de la Vienne, le troisième sur huit, à la Convention nationale.
Il siège sur les bancs de la Plaine. Lors du procès de Louis XVI, il vote « la détention, et le bannissement à la paix », rejette l'appel au peuple mais vote en faveur du sursis à l'exécution de la peine. Le 13 avril 1793, il vote en faveur de la mise en accusation de Jean-Paul Marat. Le 28 mai, il vote pour le rétablissement de la Commission des Douze.

### Mandat aux Anciens et aux Cinq-Cents
Sous le Directoire, en vendémiaire an IV (octobre 1795), Jean-Félix Dutrou de Bornier est réélu député et siège au Conseil des Anciens. Il est tiré au sort pour quitter le Conseil le 1er prairial an VI (le 20 mai 1798). Il est réélu député et siège au Conseil des Cinq-Cents en floréal an VI (mai 1798) et enfin membre du Corps législatif jusqu'en l'an XII.

## Sources
1. ↑  Laurent, Émile (1819-1897) et Mavidal, Jérôme (1825-1896), « Archives parlementaires de 1787 à 1860, Première série, tome 8, Liste des noms et qualités de messieurs les députés et suppléants à l'Assemblée nationale » , sur https://www.persee.fr, 1875 (consulté le 21 mai 2025)
2. ↑  Laurent, Émile (1819-1897) et Mavidal, Jérôme (1825-1896), « Archives parlementaires de 1787 à 1860, Première série, tome 26, séance du 4 mai 1791 » , sur https://www.persee.fr, 1886 (consulté le 21 mai 2025)
3. ↑  Claveau, Louis, Ducom, André Jean (1861-1923), Lataste, Lodoïs (1842-1923) et Pionnier, Constant (1857-1924), « Archives parlementaires de 1787 à 1860, Première série, tome 52, Liste des députés par départements » , sur https://gallica.bnf.fr, 1897 (consulté le 21 mai 2025)
4. ↑  Froullé, Jacques-François (≃1734-1794) et Levigneur, Thomas (≃1747-1794), « Liste comparative des cinq appels nominaux. Faits dans les séances des 15, 16, 17, 18 et 19 janvier 1793, sur le procès et le jugement de Louis XVI [...] » , sur https://gallica.bnf.fr, 1793 (consulté le 21 mai 2025)
5. ↑  Claveau, Louis, Ducom, André Jean (1861-1923), Lataste, Lodoïs (1842-1923) et Pionnier, Constant (1857-1924), « Archives parlementaires de 1787 à 1860, Première série, tome 62, séance du 13 avril 1793 » , sur https://gallica.bnf.fr, 1902 (consulté le 21 mai 2025)
6. ↑  Claveau, Louis, Ducom, André Jean (1861-1923), Lataste, Lodoïs (1842-1923) et Pionnier, Constant (1857-1924), « Archives parlementaires de 1787 à 1860, Première série, tome 65, séance du 28 mai 1793 » , sur https://gallica.bnf.fr, 1904 (consulté le 21 mai 2025)
7. ↑  Gazette nationale ou le Moniteur universel n°167, « Conseil des Anciens et Conseil des Cinq-Cents, séance du 15 ventôse an V (5 mars 1797) » , sur https://gallica.bnf.fr, 17 ventôse an 5 (7 mars 1797) (consulté le 21 mai 2025)
8. ↑  Gazette nationale ou le Moniteur universel n°236, « Conseil des Anciens, séance du 22 floréal an VI (11 mai 1798) » , sur https://gallica.bnf.fr, 26 floréal an 6 (15 mai 1798) (consulté le 21 mai 2025)

- « Jean-Félix Dutrou de Bornier », dans Adolphe Robert et Gaston Cougny, Dictionnaire des parlementaires français, Edgar Bourloton, 1889-1891 [détail de l’édition]